# Середній (Нижньогородська область)
Середній (рос. Средний) — селище в Лукояновському районі Нижньогородської області Російської Федерації.
Населення становить 14 осіб. Входить до складу муніципального утворення робітниче селище ім Степана Разіна.

## Історія
Від 2009 року входить до складу муніципального утворення робітниче селище ім Степана Разіна.

## Населення
| 2002 | 2010 |
| ---- | ---- |
| 19   | ↘14  |